# Giải quần vợt Úc Mở rộng 2020 – Tóm tắt kết quả theo ngày
Dưới đây là kết quả của Giải quần vợt Úc Mở rộng 2020 theo từng ngày
Ngày giờ tính theo AEDT (UTC+11)

### Ngày 1 (20 tháng 1)
- Hạt giống bị loại:
  - Đơn nam:  Denis Shapovalov [13],  Borna Ćorić [25]
  - Đơn nữ:  Sloane Stephens [24],  Barbora Strýcová [32]
- Lịch thi đấu

| Trận đấu trên sân chính                                             | Trận đấu trên sân chính              | Trận đấu trên sân chính              | Trận đấu trên sân chính           |
| Trận đấu trên sân Rod Laver Arena                                   | Trận đấu trên sân Rod Laver Arena    | Trận đấu trên sân Rod Laver Arena    | Trận đấu trên sân Rod Laver Arena |
| Sự kiện                                                             | Thắng                                | Thua                                 | Tỷ số                             |
| ------------------------------------------------------------------- | ------------------------------------ | ------------------------------------ | --------------------------------- |
| Vòng 1 đơn nữ                                                       | Naomi Osaka [3]                      | Marie Bouzková                       | 6–2, 6–4                          |
| Vòng 1 đơn nữ                                                       | Serena Williams [8]                  | Anastasia Potapova                   | 6–0, 6–3                          |
| Vòng 1 đơn nam                                                      | Roger Federer [3]                    | Steve Johnson                        | 6–3, 6–2, 6–2                     |
| Vòng 1 đơn nữ                                                       | Ashleigh Barty [1]                   | Lesia Tsurenko                       | 5–7, 6–1, 6–1                     |
| Vòng 1 đơn nam                                                      | Novak Djokovic [2]                   | Jan-Lennard Struff                   | 7–6(7–5), 6–2, 2–6, 6–1           |
| Trận đấu trên sân Margaret Court Arena                              |                                      |                                      |                                   |
| Sự kiện                                                             | Thắng                                | Thua                                 | Tỷ số                             |
| Vòng 1 đơn nam                                                      | Márton Fucsovics                     | Denis Shapovalov [13]                | 6–3, 6–7(7–9), 6–1, 7–6(7–3)      |
| Vòng 1 đơn nữ                                                       | Petra Kvitová [7]                    | Kateřina Siniaková                   | 6–1, 6–0                          |
| Vòng 1 đơn nữ                                                       | Coco Gauff                           | Venus Williams                       | 7–6(7–5), 6–3                     |
| Vòng 1 đơn nam                                                      | Stefanos Tsitsipas [6]               | Salvatore Caruso                     | 6–0, 6–2, 6–3                     |
| Vòng 1 đơn nữ                                                       | Zhang Shuai                          | Sloane Stephens [24]                 | 2–6, 7–5, 6–2                     |
| Trận đấu trên sân Melbourne Arena                                   |                                      |                                      |                                   |
| Sự kiện                                                             | Thắng                                | Thua                                 | Tỷ số                             |
| Vòng 1 đơn nam                                                      | Matteo Berrettini [8]                | Andrew Harris [WC]                   | 6–3, 6–1, 6–3                     |
| Vòng 1 đơn nữ                                                       | Caroline Wozniacki                   | Kristie Ahn                          | 6–1, 6–3                          |
| Vòng 1 đơn nam                                                      | Grigor Dimitrov [18]                 | Juan Ignacio Londero                 | 4–6, 6–2, 6–0, 6–4                |
| Vòng 1 đơn nữ                                                       | Caty McNally [Q]                     | Samantha Stosur                      | 6–1, 6–4                          |
| Vòng 1 đơn nam                                                      | Philipp Kohlschreiber                | Marcos Giron                         | 7–5, 6–1, 6–2                     |
| Trận đấu trên sân 1573 Arena                                        |                                      |                                      |                                   |
| Sự kiện                                                             | Thắng                                | Thua                                 | Tỷ số                             |
| Vòng 1 đơn nam                                                      | Sam Querrey                          | Borna Ćorić [25]                     | 6–3, 6–4, 6–4                     |
| Vòng 1 đơn nam                                                      | Reilly Opelka vs. Fabio Fognini [12] | Reilly Opelka vs. Fabio Fognini [12] | 6–3, 7–6(7–3), 1–0, bị hủy        |
| Trận đấu tô màu nền là thi đấu vào buổi tối                         |                                      |                                      |                                   |
| Trận đấu ban ngày bắt đầu lúc 11 am, buổi tối bắt đầu lúc 7 pm AEDT |                                      |                                      |                                   |

### Ngày 2 (21 tháng 1)
- Hạt giống bị loại:
  - Đơn nam:  Félix Auger-Aliassime [20],  Jo-Wilfried Tsonga [28]
  - Đơn nữ:  Johanna Konta [12],  Markéta Vondroušová [15],  Amanda Anisimova [21],  Anastasija Sevastova [31]
- Lịch thi đấu

| Trận đấu trên sân chính                                                                                              | Trận đấu trên sân chính           | Trận đấu trên sân chính           | Trận đấu trên sân chính            |
| Trận đấu trên sân Rod Laver Arena                                                                                    | Trận đấu trên sân Rod Laver Arena | Trận đấu trên sân Rod Laver Arena | Trận đấu trên sân Rod Laver Arena  |
| Sự kiện | Thắng                             | Thua                              | Tỷ số                              |
| --- | --------------------------------- | --------------------------------- | ---------------------------------- |
| Vòng 1 đơn nữ | Karolína Plíšková [2]             | Kristina Mladenovic               | 6–1, 7–5                           |
| Vòng 1 đơn nữ | Donna Vekić [19]                  | Maria Sharapova [WC]              | 6–3, 6–4                           |
| Vòng 1 đơn nam | Rafael Nadal [1]                  | Hugo Dellien                      | 6–2, 6–3, 6–0                      |
| Vòng 1 đơn nam | Daniil Medvedev [4]               | Frances Tiafoe                    | 6–3, 4–6, 6–4, 6–2                 |
| Vòng 1 đơn nữ | Angelique Kerber [17]             | Elisabetta Cocciaretto [Q]        | 6–2, 6–2                           |
| Trận đấu trên sân Margaret Court Arena                                                                               |                                   |                                   |                                    |
| Sự kiện | Thắng                             | Thua                              | Tỷ số                              |
| Vòng 1 đơn nữ | Belinda Bencic [6]                | Anna Karolína Schmiedlová [PR]    | 6–3, 7–5                           |
| Vòng 1 đơn nam | Dominic Thiem [5]                 | Adrian Mannarino                  | 6–3, 7–5, 6–2                      |
| Vòng 1 đơn nữ | Ajla Tomljanović                  | Anastasija Sevastova [31]         | 6–1, 6–1                           |
| Vòng 1 đơn nữ | Simona Halep [4]                  | Jennifer Brady                    | 7–6(7–5), 6–1                      |
| Vòng 1 đơn nam | Alexander Zverev [7]              | Marco Cecchinato                  | 6–4, 7–6(7–4), 6–3                 |
| Trận đấu trên sân Melbourne Arena                                                                                    |                                   |                                   |                                    |
| Sự kiện | Thắng                             | Thua                              | Tỷ số                              |
| Vòng 1 đơn nữ | Polona Hercog                     | Rebecca Peterson                  | 6–3, 6–3                           |
| Vòng 1 đơn nữ | Madison Keys [10]                 | Daria Kasatkina                   | 6–3, 6–1                           |
| Vòng 1 đơn nam | Stan Wawrinka [15]                | Damir Džumhur                     | 7–5, 6–7(4–7), 6–4, 6–4            |
| Vòng 1 đơn nam | Alexei Popyrin                    | Jo-Wilfried Tsonga [28]           | 6–7(5–7), 6–2, 6–1, 0–0, retired   |
| Vòng 1 đơn nam | Nick Kyrgios [23]                 | Lorenzo Sonego                    | 6–2, 7–6(7–3), 7–6(7–1)            |
| Vòng 1 đơn nữ | Priscilla Hon [WC]                | Kateryna Kozlova                  | 6–3, 6–4                           |
| Trận đấu trên sân 1573 Arena                                                                                         |                                   |                                   |                                    |
| Sự kiện | Thắng                             | Thua                              | Tỷ số                              |
| Vòng 1 đơn nữ | Ons Jabeur                        | Johanna Konta [12]                | 6–4, 6–2                           |
| Vòng 1 đơn nam | Fabio Fognini [12]                | Reilly Opelka                     | 3–6, 6–7(3–7), 6–4, 6–3, 7–6(10–5) |
| Vòng 1 đơn nam | Ernests Gulbis [Q]                | Félix Auger-Aliassime [20]        | 7–5, 4–6, 7–6(7–4), 6–4            |
| Vòng 1 đơn nữ | Elina Svitolina [5]               | Katie Boulter [PR]                | 6–4, 7–5                           |
| Vòng 1 đơn nam | Gaël Monfils [10]                 | Lu Yen-hsun [PR]                  | 6–1, 6–4, 6–2                      |
| Vòng 1 đơn nam | Kevin Anderson                    | Ilya Ivashka [Q]                  | 6–4, 2–6, 4–6, 6–4, 7–6(10–8)      |
| Trận đấu tô màu nền là thi đấu vào buổi tối                                                                          |                                   |                                   |                                    |
| 3 trận ban ngày đầu tiên bắt đầu lúc 11 am và 10:30 am đối với các trận còn lại, trận buổi tối bắt đầu lúc 7 pm AEDT |                                   |                                   |                                    |

### Ngày 3 (22 tháng 1)
- Hạt giống bị loại:
  - Đơn nam:  Matteo Berrettini [8],  Grigor Dimitrov [18],  Benoît Paire [21],  Dan Evans [30],  Hubert Hurkacz [31]
  - Đơn nữ:  Aryna Sabalenka [11],  Petra Martić [13],  Dayana Yastremska [23]
  - Đôi nam:  Kevin Krawietz /  Andreas Mies [3]
  - Đôi nữ:  Nicole Melichar /  Xu Yifan [5],  Lyudmyla Kichenok /  Yang Zhaoxuan [14]
- Lịch thi đấu

| Trận đấu trên sân chính                                             | Trận đấu trên sân chính           | Trận đấu trên sân chính           | Trận đấu trên sân chính                 |
| Trận đấu trên sân Rod Laver Arena                                   | Trận đấu trên sân Rod Laver Arena | Trận đấu trên sân Rod Laver Arena | Trận đấu trên sân Rod Laver Arena       |
| Sự kiện                                                             | Thắng                             | Thua                              | Tỷ số                                   |
| ------------------------------------------------------------------- | --------------------------------- | --------------------------------- | --------------------------------------- |
| Vòng 2 đơn nữ                                                       | Petra Kvitová [7]                 | Paula Badosa                      | 7–5, 7–5                                |
| Vòng 2 đơn nữ                                                       | Ashleigh Barty [1]                | Polona Hercog                     | 6–1, 6–4                                |
| Vòng 2 đơn nam                                                      | Novak Djokovic [2]                | Tatsuma Ito [WC]                  | 6–1, 6–4, 6–2                           |
| Vòng 2 đơn nữ                                                       | Serena Williams [8]               | Tamara Zidanšek                   | 6–2, 6–3                                |
| Vòng 2 đơn nam                                                      | Roger Federer [3]                 | Filip Krajinović                  | 6–1, 6–4, 6–1                           |
| Vòng 2 đơn nữ                                                       | Madison Keys [10]                 | Arantxa Rus                       | 7–6(7–3), 6–2                           |
| Trận đấu trên sân Margaret Court Arena                              |                                   |                                   |                                         |
| Sự kiện                                                             | Thắng                             | Thua                              | Tỷ số                                   |
| Vòng 2 đơn nữ                                                       | Naomi Osaka [3]                   | Zheng Saisai                      | 6–2, 6–4                                |
| Vòng 2 đơn nữ                                                       | Caroline Wozniacki                | Dayana Yastremska [23]            | 7–5, 7–5                                |
| Vòng 2 đơn nam                                                      | Tommy Paul                        | Grigor Dimitrov [18]              | 6–4, 7–6(8–6), 3–6, 6–7(3–7), 7–6(10–3) |
| Vòng 2 đơn nam                                                      | Fabio Fognini [12]                | Jordan Thompson                   | 7–6(7–4), 6–1, 3–6, 4–6, 7–6(10–4)      |
| Trận đấu trên sân Melbourne Arena                                   |                                   |                                   |                                         |
| Sự kiện                                                             | Thắng                             | Thua                              | Tỷ số                                   |
| Vòng 2 đơn nữ                                                       | Julia Görges                      | Petra Martić [13]                 | 4–6, 6–3, 7–5                           |
| Vòng 2 đơn nữ                                                       | Coco Gauff                        | Sorana Cîrstea                    | 4–6, 6–3, 7–5                           |
| Vòng 2 đơn nam                                                      | Stefanos Tsitsipas [6]            | Philipp Kohlschreiber             | Walkover                                |
| Vòng 2 đơn nam                                                      | Milos Raonic [32]                 | Cristian Garín                    | 6–3, 6–4, 6–2                           |
| Vòng 2 đơn nam                                                      | John Millman                      | Hubert Hurkacz [31]               | 6–4, 7–5, 6–3                           |
| Vòng 2 đơn nam                                                      | Roberto Bautista Agut [9]         | Michael Mmoh [WC]                 | 5–7, 6–2, 6–4, 6–1                      |
| Trận đấu trên sân 1573 Arena                                        |                                   |                                   |                                         |
| Sự kiện                                                             | Thắng                             | Thua                              | Tỷ số                                   |
| Vòng 1 đơn nữ                                                       | Carla Suárez Navarro              | Aryna Sabalenka [11]              | 7–6(8–6), 7–6(8–6)                      |
| Vòng 1 đơn nữ                                                       | Elise Mertens [16]                | Danka Kovinić                     | 6–2, 6–0                                |
| Vòng 2 đơn nam                                                      | Tennys Sandgren                   | Matteo Berrettini [8]             | 7–6(9–7), 6–4, 4–6, 2–6, 7–5            |
| Trận đấu tô màu nền là thi đấu vào buổi tối                         |                                   |                                   |                                         |
| Trận đấu ban ngày bắt đầu lúc 11 am, buổi tối bắt đầu lúc 7 pm AEDT |                                   |                                   |                                         |

1. ↑  Trận đấu này bắt đầu trên sân 1573 Arena, nhưng khi tỷ số là 2–2 ở set 3, trận đấu đã bị ngừng do trời mưa. Trận đấu được chuyển đến Melbourne Arena - sau khi kết thúc trận đấu Hurkacz-Millman, kết thúc cùng ngày.

### Ngày 4 (23 tháng 1)
- Hạt giống bị loại:
  - Đơn nam:  Nikoloz Basilashvili [26]
  - Đơn nữ:  Karolína Muchová [20],  Danielle Collins [26]
- Lịch thi đấu

| Trận đấu trên sân chính                                             | Trận đấu trên sân chính           | Trận đấu trên sân chính              | Trận đấu trên sân chính           |
| Trận đấu trên sân Rod Laver Arena                                   | Trận đấu trên sân Rod Laver Arena | Trận đấu trên sân Rod Laver Arena    | Trận đấu trên sân Rod Laver Arena |
| Sự kiện                                                             | Thắng                             | Thua                                 | Tỷ số                             |
| ------------------------------------------------------------------- | --------------------------------- | ------------------------------------ | --------------------------------- |
| Vòng 2 đơn nữ                                                       | Garbiñe Muguruza                  | Ajla Tomljanović                     | 6–3, 3–6, 6–3                     |
| Vòng 2 đơn nữ                                                       | Karolína Plíšková [2]             | Laura Siegemund                      | 6–3, 6–3                          |
| Vòng 2 đơn nam                                                      | Alexander Zverev [7]              | Egor Gerasimov                       | 7–6(7–5), 6–4, 7–5                |
| Vòng 2 đơn nữ                                                       | Simona Halep [4]                  | Harriet Dart [Q]                     | 6–2, 6–4                          |
| Vòng 2 đơn nam                                                      | Rafael Nadal [1]                  | Federico Delbonis                    | 6–3, 7–6(7–4), 6–1                |
| Trận đấu trên sân Margaret Court Arena                              |                                   |                                      |                                   |
| Sự kiện                                                             | Thắng                             | Thua                                 | Tỷ số                             |
| Vòng 2 đơn nữ                                                       | Belinda Bencic [6]                | Jeļena Ostapenko                     | 7–5, 7–5                          |
| Vòng 2 đơn nam                                                      | Daniil Medvedev [4]               | Pedro Martínez [Q]                   | 7–5, 6–1, 6–3                     |
| Vòng 2 đơn nữ                                                       | Angelique Kerber [17]             | Priscilla Hon [WC]                   | 6–3, 6–2                          |
| Vòng 2 đơn nam                                                      | Stan Wawrinka [15]                | Andreas Seppi                        | 4–6, 7–5, 6–3, 3–6, 6–4           |
| Vòng 2 đơn nữ                                                       | Elina Svitolina [5]               | Lauren Davis                         | 6–2, 7–6(8–6)                     |
| Trận đấu trên sân Melbourne Arena                                   |                                   |                                      |                                   |
| Sự kiện                                                             | Thắng                             | Thua                                 | Tỷ số                             |
| Vòng 2 đơn nữ                                                       | Donna Vekić [19]                  | Alizé Cornet                         | 6–4, 6–2                          |
| Vòng 1 đôi nữ                                                       | Ashleigh Barty Julia Görges       | Jessica Moore [WC] Astra Sharma [WC] | 6–2, 6–3                          |
| Vòng 2 đơn nam                                                      | Dominic Thiem [5]                 | Alex Bolt [WC]                       | 6–2, 5–7, 6–7(5–7), 6–1, 6–2      |
| Vòng 2 đơn nam                                                      | Nick Kyrgios [23]                 | Gilles Simon                         | 6–2, 6–4, 4–6, 7–5                |
| Trận đấu trên sân 1573 Arena                                        |                                   |                                      |                                   |
| Sự kiện                                                             | Thắng                             | Thua                                 | Tỷ số                             |
| Vòng 2 đơn nữ                                                       | Catherine Bellis [PR]             | Karolína Muchová [20]                | 6–4, 6–4                          |
| Vòng 2 đơn nam                                                      | Gaël Monfils [10]                 | Ivo Karlović                         | 4–6, 7–6(10–8), 6–4, 7–5          |
| Vòng 2 đơn nam                                                      | Taylor Fritz [29]                 | Kevin Anderson                       | 4–6, 6–7(5–7), 7–6(7–4), 6–2, 6–2 |
| Trận đấu tô màu nền là thi đấu vào buổi tối                         |                                   |                                      |                                   |
| Trận đấu ban ngày bắt đầu lúc 11 am, buổi tối bắt đầu lúc 7 pm AEDT |                                   |                                      |                                   |

### Ngày 5 (24 tháng 1)
- Hạt giống bị loại:
  - Đơn nam:  Stefanos Tsitsipas [6],  Roberto Bautista Agut [9],  Guido Pella [22],  Dušan Lajović [24]
  - Đơn nữ:  Naomi Osaka [3],  Serena Williams [8],  Madison Keys [10],  Ekaterina Alexandrova [25],  Elena Rybakina [29]
  - Đôi nam:  Pierre-Hugues Herbert /  Nicolas Mahut [1],  Jean-Julien Rojer /  Horia Tecău [8],  Raven Klaasen /  Oliver Marach [9],  Jürgen Melzer /  Édouard Roger-Vasselin [12]
  - Đôi nữ:  Duan Yingying /  Zheng Saisai [9],  Lucie Hradecká /  Andreja Klepač [11],  Ellen Perez /  Samantha Stosur [12]
- Lịch thi đấu

| Trận đấu trên sân chính                                             | Trận đấu trên sân chính                 | Trận đấu trên sân chính                  | Trận đấu trên sân chính            |
| Trận đấu trên sân Rod Laver Arena                                   | Trận đấu trên sân Rod Laver Arena       | Trận đấu trên sân Rod Laver Arena        | Trận đấu trên sân Rod Laver Arena  |
| Sự kiện                                                             | Thắng                                   | Thua                                     | Tỷ số                              |
| ------------------------------------------------------------------- | --------------------------------------- | ---------------------------------------- | ---------------------------------- |
| Vòng 3 đơn nữ                                                       | Ashleigh Barty [1]                      | Elena Rybakina [29]                      | 6–3, 6–2                           |
| Vòng 3 đơn nữ                                                       | Wang Qiang [27]                         | Serena Williams [8]                      | 6–4, 6–7(2–7), 7–5                 |
| Vòng 3 đơn nam                                                      | Novak Djokovic [2]                      | Yoshihito Nishioka                       | 6–3, 6–2, 6–2                      |
| Vòng 3 đơn nữ                                                       | Coco Gauff                              | Naomi Osaka [3]                          | 6–3, 6–4                           |
| Vòng 3 đơn nam                                                      | Roger Federer [3]                       | John Millman                             | 4–6, 7–6(7–2), 6–4, 4–6, 7–6(10–8) |
| Trận đấu trên sân Margaret Court Arena                              |                                         |                                          |                                    |
| Sự kiện                                                             | Thắng                                   | Thua                                     | Tỷ số                              |
| Vòng 3 đơn nam                                                      | Diego Schwartzman [14]                  | Dušan Lajović [24]                       | 6–2, 6–3, 7–6(9–7)                 |
| Vòng 3 đơn nữ                                                       | Petra Kvitová [7]                       | Ekaterina Alexandrova [25]               | 6–1, 6–2                           |
| Vòng 3 đơn nữ                                                       | Maria Sakkari [22]                      | Madison Keys [10]                        | 6–4, 6–4                           |
| Vòng 3 đơn nam                                                      | Milos Raonic [32]                       | Stefanos Tsitsipas [6]                   | 7–5, 6–4, 7–6(7–2)                 |
| Vòng 3 đơn nữ                                                       | Sofia Kenin [14]                        | Zhang Shuai                              | 7–5, 7–6(9–7)                      |
| Trận đấu trên sân Melbourne Arena                                   |                                         |                                          |                                    |
| Sự kiện                                                             | Thắng                                   | Thua                                     | Tỷ số                              |
| Vòng 1 đôi nam                                                      | Nam Ji-sung [WC] Song Min-kyu [WC]      | Lleyton Hewitt [WC] Jordan Thompson [WC] | 6–2, 6–3                           |
| Vòng 3 đơn nữ                                                       | Ons Jabeur                              | Caroline Wozniacki                       | 7–5, 3–6, 7–5                      |
| Vòng 3 đơn nam                                                      | Marin Čilić                             | Roberto Bautista Agut [9]                | 6–7(3–7), 6–4, 6–0, 5–7, 6–3       |
| Vòng 3 đơn nam                                                      | Fabio Fognini [12]                      | Guido Pella [22]                         | 7–6(7–0), 6–2, 6–3                 |
| Trận đấu trên sân 1573 Arena                                        |                                         |                                          |                                    |
| Sự kiện                                                             | Thắng                                   | Thua                                     | Tỷ số                              |
| Vòng 1 đôi nữ                                                       | Tímea Babos [2] Kristina Mladenovic [2] | Dalila Jakupović Raluca Olaru            | 7–5, 6–3                           |
| Vòng 3 đơn nam                                                      | Márton Fucsovics                        | Tommy Paul                               | 6–1, 6–1, 6–4                      |
| Vòng 3 đơn nữ                                                       | Alison Riske [18]                       | Julia Görges                             | 1–6, 7–6(7–4), 6–2                 |
| Vòng 3 đơn nam                                                      | Tennys Sandgren                         | Sam Querrey                              | 6–4, 6–4, 6–4                      |
| Trận đấu tô màu nền là thi đấu vào buổi tối                         |                                         |                                          |                                    |
| Trận đấu ban ngày bắt đầu lúc 11 am, buổi tối bắt đầu lúc 7 pm AEDT |                                         |                                          |                                    |

### Ngày 6 (25 tháng 1)
- Hạt giống bị loại:
  - Đơn nam:  David Goffin [11],  Karen Khachanov [16],  John Isner [19],  Pablo Carreño Busta [27],  Taylor Fritz [29]
  - Đơn nữ:  Karolína Plíšková [2],  Elina Svitolina [5],  Belinda Bencic [6],  Donna Vekić [19]
  - Đôi nam:  Łukasz Kubot /  Marcelo Melo [2],  Wesley Koolhof /  Nikola Mektić [5],  Jamie Murray /  Neal Skupski [14],  Máximo González /  Fabrice Martin [15]
  - Đôi nữ:  Květa Peschke /  Demi Schuurs [8]
- Lịch thi đấu

| Trận đấu trên sân chính                                             | Trận đấu trên sân chính                | Trận đấu trên sân chính              | Trận đấu trên sân chính                      |
| Trận đấu trên sân Rod Laver Arena                                   | Trận đấu trên sân Rod Laver Arena      | Trận đấu trên sân Rod Laver Arena    | Trận đấu trên sân Rod Laver Arena            |
| Sự kiện                                                             | Thắng                                  | Thua                                 | Tỷ số                                        |
| ------------------------------------------------------------------- | -------------------------------------- | ------------------------------------ | -------------------------------------------- |
| Vòng 3 đơn nữ                                                       | Anastasia Pavlyuchenkova [30]          | Karolína Plíšková [2]                | 7–6(7–4), 7–6(7–3)                           |
| Vòng 3 đơn nữ                                                       | Simona Halep [4]                       | Yulia Putintseva                     | 6–1, 6–4                                     |
| Vòng 3 đơn nam                                                      | Rafael Nadal [1]                       | Pablo Carreño Busta [27]             | 6–1, 6–2, 6–4                                |
| Vòng 3 đơn nữ                                                       | Garbiñe Muguruza                       | Elina Svitolina [5]                  | 6–1, 6–2                                     |
| Vòng 3 đơn nam                                                      | Daniil Medvedev [4]                    | Alexei Popyrin                       | 6–4, 6–3, 6–2                                |
| Trận đấu trên sân Margaret Court Arena                              |                                        |                                      |                                              |
| Sự kiện                                                             | Thắng                                  | Thua                                 | Tỷ số                                        |
| Vòng 3 đơn nữ                                                       | Angelique Kerber [17]                  | Camila Giorgi                        | 6–2, 6–7(4–7), 6–3                           |
| Vòng 3 đơn nữ                                                       | Anett Kontaveit [28]                   | Belinda Bencic [6]                   | 6–0, 6–1                                     |
| Vòng 3 đơn nam                                                      | Dominic Thiem [5]                      | Taylor Fritz [29]                    | 6–2, 6–4, 6–7(5–7), 6–4                      |
| Vòng 3 đơn nam                                                      | Alexander Zverev [7]                   | Fernando Verdasco                    | 6–2, 6–2, 6–4                                |
| Vòng 3 đơn nữ                                                       | Kiki Bertens [9]                       | Zarina Diyas                         | 6–2, 7–6(7–3)                                |
| Trận đấu trên sân Melbourne Arena                                   |                                        |                                      |                                              |
| Sự kiện                                                             | Thắng                                  | Thua                                 | Tỷ số                                        |
| Vòng bảng đôi nam huyền thoại                                       | Mansour Bahrami Fabrice Santoro        | Wayne Ferreira Goran Ivanišević      | 4–2, 3–4(2–5), 4–2                           |
| Vòng 3 đơn nam                                                      | Gaël Monfils [10]                      | Ernests Gulbis [Q]                   | 7–6(7–2), 6–4, 6–3                           |
| Vòng 3 đơn nữ                                                       | Elise Mertens [16]                     | Catherine Bellis [PR]                | 6–1, 6–7(5–7), 6–0                           |
| Vòng 3 đơn nam                                                      | Nick Kyrgios [23]                      | Karen Khachanov [16]                 | 6–2, 7–6(7–5), 6–7(6–8), 6–7(7–9), 7–6(10–8) |
| Trận đấu trên sân 1573 Arena                                        |                                        |                                      |                                              |
| Sự kiện                                                             | Thắng                                  | Thua                                 | Tỷ số                                        |
| Vòng 2 đôi nam                                                      | James Duckworth [WC] Marc Polmans [WC] | Wesley Koolhof [5] Nikola Mektić [5] | 7–5, 6–3                                     |
| Vòng 3 đơn nữ                                                       | Iga Świątek                            | Donna Vekić [19]                     | 7–5, 6–3                                     |
| Vòng 3 đơn nam                                                      | Andrey Rublev [17]                     | David Goffin [11]                    | 2–6, 7–6(7–3), 6–4, 7–6(7–4)                 |
| Vòng 1 đôi nam nữ                                                   | Iga Świątek Łukasz Kubot               | Ellen Perez Luke Saville [WC]        | 6–4, 7–5                                     |
| Trận đấu tô màu nền là thi đấu vào buổi tối                         |                                        |                                      |                                              |
| Trận đấu ban ngày bắt đầu lúc 11 am, buổi tối bắt đầu lúc 7 pm AEDT |                                        |                                      |                                              |

### Ngày 7 (26 tháng 1)
- Hạt giống bị loại:
  - Đơn nam:  Fabio Fognini [12],  Diego Schwartzman [14]
  - Đơn nữ:  Alison Riske [18],  Maria Sakkari [22],  Wang Qiang [27]
  - Đôi nam:  John Peers /  Michael Venus [7],  Mate Pavić /  Bruno Soares [10]
  - Đôi nam nữ:  Barbora Strýcová /  Marcelo Melo [1]
- Lịch thi đấu

| Trận đấu trên sân chính                                             | Trận đấu trên sân chính               | Trận đấu trên sân chính           | Trận đấu trên sân chính           |
| Trận đấu trên sân Rod Laver Arena                                   | Trận đấu trên sân Rod Laver Arena     | Trận đấu trên sân Rod Laver Arena | Trận đấu trên sân Rod Laver Arena |
| Sự kiện                                                             | Thắng                                 | Thua                              | Tỷ số                             |
| ------------------------------------------------------------------- | ------------------------------------- | --------------------------------- | --------------------------------- |
| Vòng bảng đơn nam huyền thoại                                       | John McEnroe Patrick McEnroe          | Thomas Muster Mats Wilander       | 4–2, 4–1                          |
| Vòng 4 đơn nữ                                                       | Petra Kvitová [7]                     | Maria Sakkari [22]                | 6–7(4–7), 6–3, 6–2                |
| Vòng 4 đơn nam                                                      | Novak Djokovic [2]                    | Diego Schwartzman [14]            | 6–3, 6–4, 6–4                     |
| Vòng 4 đơn nữ                                                       | Ashleigh Barty [1]                    | Alison Riske [18]                 | 6–3, 1–6, 6–4                     |
| Vòng 4 đơn nam                                                      | Roger Federer [3]                     | Márton Fucsovics                  | 4–6, 6–1, 6–2, 6–2                |
| Trận đấu trên sân Margaret Court Arena                              |                                       |                                   |                                   |
| Sự kiện                                                             | Thắng                                 | Thua                              | Tỷ số                             |
| Vòng 3 đôi nữ                                                       | Hsieh Su-wei [1] Barbora Strýcová [1] | Darija Jurak Nina Stojanović      | 6–4, 6–4                          |
| Vòng 4 đơn nam                                                      | Milos Raonic [32]                     | Marin Čilić                       | 6–4, 6–3, 7–5                     |
| Vòng 4 đơn nữ                                                       | Ons Jabeur                            | Wang Qiang [27]                   | 7–6(7–4), 6–1                     |
| Vòng 2 đôi nam                                                      | Bob Bryan [13] Mike Bryan [13]        | Juan Sebastian Cabal Jaume Munar  | 7–6(7–5), 6–4                     |
| Trận đấu trên sân Melbourne Arena                                   |                                       |                                   |                                   |
| Sự kiện                                                             | Thắng                                 | Thua                              | Tỷ số                             |
| Vòng bảng đơn nam huyền thoại                                       | Tommy Haas Mark Phillipoussis         | Jonas Björkman Thomas Johansson   | 4–3(5–1), 4–3(5–3)                |
| Vòng 3 đôi nam                                                      | Alexander Bublik Mikhail Kukushkin    | Steve Johnson Sam Querrey         | 6–4, 6–2                          |
| Vòng 4 đơn nữ                                                       | Sofia Kenin [14]                      | Coco Gauff                        | 6–7(5–7), 6–3, 6–0                |
| Vòng 4 đơn nam                                                      | Tennys Sandgren                       | Fabio Fognini [12]                | 7–6(7–5), 7–5, 6–7(2–7), 6–4      |
| Trận đấu tô màu nền là thi đấu vào buổi tối                         |                                       |                                   |                                   |
| Trận đấu ban ngày bắt đầu lúc 11 am, buổi tối bắt đầu lúc 7 pm AEDT |                                       |                                   |                                   |

### Ngày 8 (27 tháng 1)
- Hạt giống bị loại:
  - Đơn nam:  Daniil Medvedev [4],  Gaël Monfils [10],  Andrey Rublev [17],  Nick Kyrgios [23]
  - Đơn nữ:  Kiki Bertens [9],  Elise Mertens [16],  Angelique Kerber [17]
  - Đôi nam:  Marcel Granollers /  Horacio Zeballos [6],  Bob Bryan /  Mike Bryan [13],  Austin Krajicek /  Franko Škugor [16]
  - Đôi nữ:  Shuko Aoyama /  Ena Shibahara [10],  Veronika Kudermetova /  Alison Riske [13],  Viktória Kužmová /  Aliaksandra Sasnovich [15],  Sofia Kenin /  Bethanie Mattek-Sands [16]
  - Đôi nam nữ:  Chan Hao-ching /  Michael Venus [4],  Samantha Stosur /  Jean-Julien Rojer [7],  Hsieh Su-wei /  Neal Skupski [8]
- Lịch thi đấu

| Trận đấu trên sân chính                                             | Trận đấu trên sân chính            | Trận đấu trên sân chính              | Trận đấu trên sân chính           |
| Trận đấu trên sân Rod Laver Arena                                   | Trận đấu trên sân Rod Laver Arena  | Trận đấu trên sân Rod Laver Arena    | Trận đấu trên sân Rod Laver Arena |
| Sự kiện                                                             | Thắng                              | Thua                                 | Tỷ số                             |
| ------------------------------------------------------------------- | ---------------------------------- | ------------------------------------ | --------------------------------- |
| Vòng 4 đơn nữ                                                       | Simona Halep [4]                   | Elise Mertens [16]                   | 6–4, 6–4                          |
| Vòng 4 đơn nam                                                      | Dominic Thiem [5]                  | Gaël Monfils [10]                    | 6–2, 6–4, 6–4                     |
| Vòng 4 đơn nữ                                                       | Garbiñe Muguruza                   | Kiki Bertens [9]                     | 6–3, 6–3                          |
| Vòng 4 đơn nam                                                      | Rafael Nadal [1]                   | Nick Kyrgios [23]                    | 6–3, 3–6, 7–6(8–6), 7–6(7–4)      |
| Tứ kết đôi nam                                                      | Alexander Bublik Mikhail Kukushkin | James Duckworth Marc Polmans [WC]    | 7–6(8–6), 7–5                     |
| Trận đấu trên sân Margaret Court Arena                              |                                    |                                      |                                   |
| Sự kiện                                                             | Thắng                              | Thua                                 | Tỷ số                             |
| Vòng bảng đơn nam huyền thoại                                       | Pat Cash Mark Woodforde            | Thomas Muster Mats Wilander          | 4–1, 3–4(4–5), 4–3(5–1)           |
| Vòng 3 đôi nam                                                      | Henri Kontinen Jan-Lennard Struff  | Simone Bolelli Benoît Paire          | 7–5, 6–3                          |
| Vòng 4 đơn nam                                                      | Stan Wawrinka [15]                 | Daniil Medvedev [4]                  | 6–2, 2–6, 4–6, 7–6(7–2), 6–2      |
| Vòng 4 đơn nữ                                                       | Anastasia Pavlyuchenkova [30]      | Angelique Kerber [17]                | 6–7(5–7), 7–6(7–4), 6–2           |
| Trận đấu trên sân Melbourne Arena                                   |                                    |                                      |                                   |
| Sự kiện                                                             | Thắng                              | Thua                                 | Tỷ số                             |
| Vòng bảng đơn nam huyền thoại                                       | Tommy Haas Mark Philippoussis      | Henri Leconte Todd Woodbridge        | 3–4(3–5), 4–1, 4–1                |
| Vòng 4 đơn nữ                                                       | Anett Kontaveit [28]               | Iga Świątek                          | 6–7(4–7), 7–5, 7–5                |
| Vòng 3 đôi nam                                                      | Ivan Dodig Filip Polášek [4]       | Bob Bryan Mike Bryan [13]            | 6–3, 6–4                          |
| Vòng 3 đôi nữ                                                       | Coco Gauff Caty McNally            | Shuko Aoyama [10] Ena Shibahara [10] | 4–6, 7–5, 6–3                     |
| Vòng 4 đơn nam                                                      | Alexander Zverev [7]               | Andrey Rublev [17]                   | 6–4, 6–4, 6–4                     |
| Trận đấu tô màu nền là thi đấu vào buổi tối                         |                                    |                                      |                                   |
| Trận đấu ban ngày bắt đầu lúc 11 am, buổi tối bắt đầu lúc 7 pm AEDT |                                    |                                      |                                   |

### Ngày 9 (28 tháng 1)
- Hạt giống bị loại:
  - Đơn nam:  Milos Raonic [32]
  - Đơn nữ:  Petra Kvitová [7]
  - Đôi nữ:  Elise Mertens /  Aryna Sabalenka [3],  Gabriela Dabrowski /  Jeļena Ostapenko [6]
- Lịch thi đấu

| Trận đấu trên sân chính                                             | Trận đấu trên sân chính                       | Trận đấu trên sân chính                     | Trận đấu trên sân chính           |
| Trận đấu trên sân Rod Laver Arena                                   | Trận đấu trên sân Rod Laver Arena             | Trận đấu trên sân Rod Laver Arena           | Trận đấu trên sân Rod Laver Arena |
| Sự kiện                                                             | Thắng                                         | Thua                                        | Tỷ số                             |
| ------------------------------------------------------------------- | --------------------------------------------- | ------------------------------------------- | --------------------------------- |
| Tứ kết đơn nữ                                                       | Sofia Kenin [14]                              | Ons Jabeur                                  | 6–4, 6–4                          |
| Tứ kết đơn nữ                                                       | Ashleigh Barty [1]                            | Petra Kvitová [7]                           | 7–6(8–6), 6–2                     |
| Tứ kết đơn nam                                                      | Roger Federer [3]                             | Tennys Sandgren                             | 6–3, 2–6, 2–6, 7–6(10–8), 6–3     |
| Tứ kết đơn nam                                                      | Novak Djokovic [2]                            | Milos Raonic [32]                           | 6–4, 6–3, 7–6(7–1)                |
| Tứ kết đôi nam                                                      | Max Purcell Luke Saville [WC]                 | Santiago González Ken Skupski               | 6–2, 6–4                          |
| Trận đấu trên sân Margaret Court Arena                              |                                               |                                             |                                   |
| Sự kiện                                                             | Thắng                                         | Thua                                        | Tỷ số                             |
| Vòng bảng đơn nam huyền thoại                                       | Mansour Bahrami Fabrice Santoro               | Pat Cash Mark Woodforde                     | 4–3(5–2), 4–2                     |
| Tứ kết đôi nữ                                                       | Barbora Krejčíková [4] Kateřina Siniaková [4] | Gabriela Dabrowski [6] Jeļena Ostapenko [6] | 3–6, 6–2, 6–3                     |
| Tứ kết đôi nam                                                      | Ivan Dodig [4] Filip Polášek [4]              | Marcelo Arévalo Jonny O'Mara                | 6–3, 6–2                          |
| Vòng 2 đôi nam nữ                                                   | Barbora Krejčíková [5] Nikola Mektić [5]      | Amanda Anisimova [WC] Nick Kyrgios [WC]     | 4–6, 6–4, [10–8]                  |
| Trận đấu tô màu nền là thi đấu vào buổi tối                         |                                               |                                             |                                   |
| Trận đấu ban ngày bắt đầu lúc 11 am, buổi tối bắt đầu lúc 7 pm AEDT |                                               |                                             |                                   |

### Ngày 10 (29 tháng 1)
- Hạt giống bị loại:
  - Đơn nam:  Rafael Nadal [1],  Stan Wawrinka [15]
  - Đơn nữ:  Anett Kontaveit [28],  Anastasia Pavlyuchenkova [30]
  - Đôi nữ:  Barbora Krejčíková /  Kateřina Siniaková [4],  Chan Hao-ching /  Latisha Chan [7]
- Lịch thi đấu

| Trận đấu trên sân chính                                             | Trận đấu trên sân chính                 | Trận đấu trên sân chính                       | Trận đấu trên sân chính           |
| Trận đấu trên sân Rod Laver Arena                                   | Trận đấu trên sân Rod Laver Arena       | Trận đấu trên sân Rod Laver Arena             | Trận đấu trên sân Rod Laver Arena |
| Sự kiện                                                             | Thắng                                   | Thua                                          | Tỷ số                             |
| ------------------------------------------------------------------- | --------------------------------------- | --------------------------------------------- | --------------------------------- |
| Tứ kết đơn nữ                                                       | Simona Halep [4]                        | Anett Kontaveit [28]                          | 6–1, 6–1                          |
| Tứ kết đơn nữ                                                       | Garbiñe Muguruza                        | Anastasia Pavlyuchenkova [30]                 | 7–5, 6–3                          |
| Tứ kết đơn nam                                                      | Alexander Zverev [7]                    | Stan Wawrinka [15]                            | 1–6, 6–3, 6–4, 6–2                |
| Tứ kết đơn nam                                                      | Dominic Thiem [5]                       | Rafael Nadal [1]                              | 7–6(7–3), 7–6(7–4), 4–6, 7–6(8–6) |
| Tứ kết đôi nam nữ                                                   | Astra Sharma John-Patrick Smith         | Iga Świątek Łukasz Kubot                      | 3–6, 7–6(7–4), [10–3]             |
| Trận đấu trên sân Margaret Court Arena                              |                                         |                                               |                                   |
| Vòng bảng đơn nam huyền thoại                                       | Henri Leconte Todd Woodbridge           | Wayne Ferreira Goran Ivanišević               | 3–4(1–5), 4–1, 4–2                |
| Tứ kết đôi nam nữ                                                   | Bethanie Mattek-Sands Jamie Murray      | Zheng Saisai Joran Vliegen                    | 6–3, 6–4                          |
| Tứ kết đôi nữ                                                       | Hsieh Su-wei [1] Barbora Strýcová [1]   | Barbora Krejčíková [4] Kateřina Siniaková [4] | 6–2, 6–3                          |
| Tứ kết đôi nữ                                                       | Tímea Babos [2] Kristina Mladenovic [2] | Chan Hao-ching [7] Latisha Chan [7]           | 7–5, 6–2                          |
| Trận đấu tô màu nền là thi đấu vào buổi tối                         |                                         |                                               |                                   |
| Trận đấu ban ngày bắt đầu lúc 11 am, buổi tối bắt đầu lúc 7 pm AEDT |                                         |                                               |                                   |

### Ngày 11 (30 tháng 1)
- Hạt giống bị loại:
  - Đơn nam:  Roger Federer [3]
  - Đơn nữ:  Ashleigh Barty [1],  Simona Halep [4]
  - Đôi nam:  Ivan Dodig /  Filip Polášek [4]
  - Đôi nam nữ:  Latisha Chan /  Ivan Dodig [6]
- Lịch thi đấu

| Trận đấu trên sân chính                                             | Trận đấu trên sân chính                   | Trận đấu trên sân chính            | Trận đấu trên sân chính           |
| Trận đấu trên sân Rod Laver Arena                                   | Trận đấu trên sân Rod Laver Arena         | Trận đấu trên sân Rod Laver Arena  | Trận đấu trên sân Rod Laver Arena |
| Sự kiện                                                             | Thắng                                     | Thua                               | Tỷ số                             |
| ------------------------------------------------------------------- | ----------------------------------------- | ---------------------------------- | --------------------------------- |
| Bán kết đôi nam                                                     | Max Purcell [WC] Luke Saville [WC]        | Ivan Dodig [4] Filip Polášek [4]   | 6–7(7–9), 6–3, 6–4                |
| Bán kết đơn nữ                                                      | Sofia Kenin [14]                          | Ashleigh Barty [1]                 | 7–6(8–6), 7–5                     |
| Bán kết đơn nữ                                                      | Garbiñe Muguruza                          | Simona Halep [4]                   | 7–6(10–8), 7–5                    |
| Bán kết đơn nam                                                     | Novak Djokovic [2]                        | Roger Federer [3]                  | 7-6(7–1), 6-4, 6-3                |
| Đánh đôi biểu diễn                                                  | Tommy Haas Marat Safin                    | Lleyton Hewitt Goran Ivanišević    | 3–4(3–5), 4–2, 4–2                |
| Trận đấu trên sân Margaret Court Arena                              |                                           |                                    |                                   |
| Sự kiện                                                             | Thắng                                     | Thua                               | Tỷ số                             |
| Bán kết đôi nam                                                     | Rajeev Ram [11] Joe Salisbury [11]        | Alexander Bublik Mikhail Kukushkin | 4–6, 6–3, 6–4                     |
| Tứ kết đôi nam nữ                                                   | Barbora Krejčíková [5] Nikola Mektić [5]  | Nadiia Kichenok Rohan Bopanna      | 6–0, 6–2                          |
| Tứ kết đôi nam nữ                                                   | Gabriela Dabrowski [3] Henri Kontinen [3] | Latisha Chan [6] Ivan Dodig [6]    | 7–5, 7–6(7–2)                     |
| Chung kết đôi xe lăn quad                                           | Dylan Alcott Heath Davidson               | Andrew Lapthorne David Wagner      | 6–4, 6–3                          |
| Trận đấu tô màu nền là thi đấu vào buổi tối                         |                                           |                                    |                                   |
| Trận đấu ban ngày bắt đầu lúc 11 am, buổi tối bắt đầu lúc 7 pm AEDT |                                           |                                    |                                   |

### Ngày 12 (31 tháng 1)
- Hạt giống bị loại:
  - Đơn nam:  Alexander Zverev [7]
  - Đôi nữ:  Hsieh Su-wei /  Barbora Strýcová [1]
  - Đôi nam nữ:  Gabriela Dabrowski /  Henri Kontinen [3]
- Lịch thi đấu

| Trận đấu trên sân chính | Trận đấu trên sân chính                  | Trận đấu trên sân chính                   | Trận đấu trên sân chính           |
| Trận đấu trên sân Rod Laver Arena                                                                                           | Trận đấu trên sân Rod Laver Arena        | Trận đấu trên sân Rod Laver Arena         | Trận đấu trên sân Rod Laver Arena |
| Sự kiện | Thắng                                    | Thua                                      | Tỷ số                             |
| --- | ---------------------------------------- | ----------------------------------------- | --------------------------------- |
| Bán kết đôi nam nữ | Barbora Krejčíková [5] Nikola Mektić [5] | Gabriela Dabrowski [3] Henri Kontinen [3] | 3–6, 6–3, [10–5]                  |
| Bán kết đôi nam nữ | Bethanie Mattek Sands Jamie Murray       | Astra Sharma John-Patrick Smith [WC]      | 6–3, 7–6(7–4)                     |
| Chung kết đôi nữ | Tímea Babos [2] Kristina Mladenovic [2]  | Hsieh Su-wei [1] Barbora Strýcová [1]     | 6–2, 6–1                          |
| Bán kết đơn nam | Dominic Thiem [5]                        | Alexander Zverev [7]                      | 3–6, 6–4, 7–6(7–3), 7–6(7–4)      |
| Trận đấu ban ngày đầu tiên bắt đầu lúc 1:30 pm và lúc 3 pm đối với các trận còn lại, Trận buổi tối bắt đầu lúc 7:30 pm AEDT |                                          |                                           |                                   |

### Ngày 13 (1 tháng 2)
- Lịch thi đấu

| Trận đấu trên sân chính                                                        | Trận đấu trên sân chính                  | Trận đấu trên sân chính            | Trận đấu trên sân chính           |
| Trận đấu trên sân Rod Laver Arena                                              | Trận đấu trên sân Rod Laver Arena        | Trận đấu trên sân Rod Laver Arena  | Trận đấu trên sân Rod Laver Arena |
| Sự kiện                                                                        | Thắng                                    | Thua                               | Tỷ số                             |
| ------------------------------------------------------------------------------ | ---------------------------------------- | ---------------------------------- | --------------------------------- |
| Chung kết đơn nam trẻ                                                          | Harold Mayot [1]                         | Arthur Cazaux [5]                  | 6–4, 6–1                          |
| Chung kết đơn nữ trẻ                                                           | Victoria Jiménez Kasintseva [9]          | Weronika Baszak                    | 5–7, 6–2, 6–2                     |
| Chung kết đơn xe lăn quad                                                      | Dylan Alcott [1]                         | Andy Lapthorne [2]                 | 6–0, 6–4                          |
| Chung kết đơn nữ                                                               | Sofia Kenin [14]                         | Garbiñe Muguruza                   | 4-6, 6-2, 6-2                     |
| Chung kết đôi nam nữ                                                           | Barbora Krejčíková [5] Nikola Mektić [5] | Bethanie Mattek-Sands Jamie Murray | 5–7, 6–4, [10–1]                  |
| Trận đấu ban ngày bắt đầu lúc 11:15 am, trận buổi tối bắt đầu lúc 7:30 pm AEDT |                                          |                                    |                                   |

### Ngày 14 (2 tháng 2)
- Hạt giống bị loại:
  - Đơn nam:  Dominic Thiem [5]
- Lịch thi đấu

| Trận đấu trên sân chính                                            | Trận đấu trên sân chính            | Trận đấu trên sân chính            | Trận đấu trên sân chính           |
| Trận đấu trên sân Rod Laver Arena                                  | Trận đấu trên sân Rod Laver Arena  | Trận đấu trên sân Rod Laver Arena  | Trận đấu trên sân Rod Laver Arena |
| Sự kiện                                                            | Thắng                              | Thua                               | Tỷ số                             |
| ------------------------------------------------------------------ | ---------------------------------- | ---------------------------------- | --------------------------------- |
| Chung kết đôi nam                                                  | Rajeev Ram [11] Joe Salisbury [11] | Max Purcell [WC] Luke Saville [WC] | 6–4, 6–2                          |
| Chung kết đơn nam                                                  | Novak Djokovic [2]                 | Dominic Thiem [5]                  | 6–4, 4–6, 2–6, 6–3, 6–4           |
| Trận đấu ban ngày bắt đầu lúc 3 pm, buổi tối bắt đầu lúc 7 pm AEDT |                                    |                                    |                                   |